# First Edition
First Edition (deutsch Erste Ausgabe) ist ein US-amerikanischer Dokumentar-Kurzfilm von Helen Whitney aus dem Jahr 1977. Der Film war bei den 50. Academy Awards 1978 für einen Oscar nominiert.

## Inhalt
Der Film zeigt den Tagesgang einer Zeitung, ohne sich einer Erzählstimme zu bedienen.

## Produktion
Produziert wurde First Edition von Sage Productions für die Baltimore Sunpapers. Gezeigt wurde er von der nichtkommerziellen TV-Senderkette PBS.

## Auszeichnung
Oscarverleihung 1978: 
- nominiert für einen Oscar in der Kategorie Bester Dokumentar-Kurzfilm
  - die Produzenten Helen Whitney und DeWitt Sage mit First Edition.